# Liste der Stolpersteine im Moravskoslezský kraj

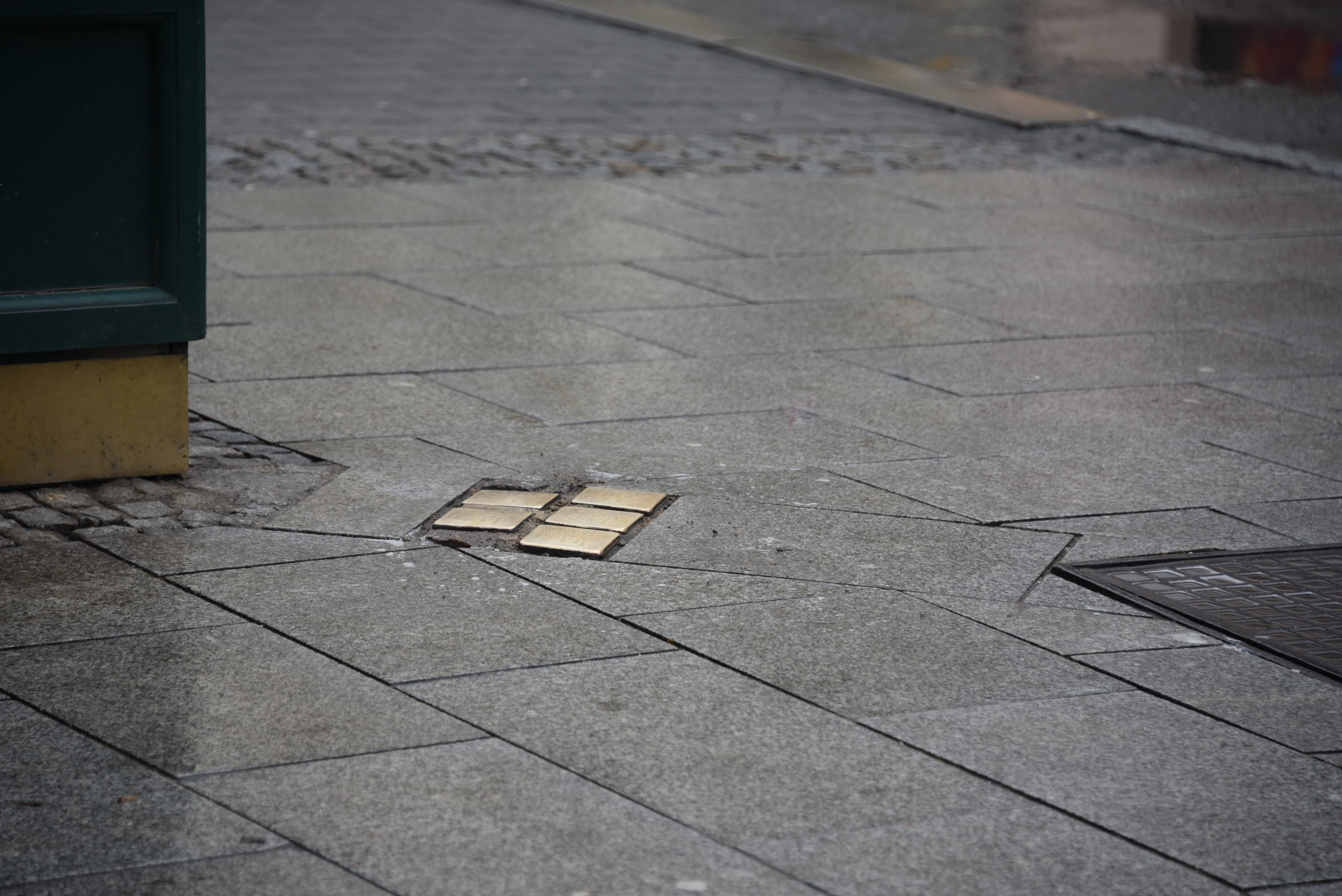
Stolpersteine in Ostrava

Die Liste der Stolpersteine im Moravskoslezský kraj enthält die Stolpersteine in der tschechischen Region Moravskoslezský kraj (deutsch: Mährisch-Schlesische Region). Stolpersteine erinnern an das Schicksal jener Menschen, die von den Nationalsozialisten ermordet, deportiert, vertrieben oder in den Suizid getrieben wurden. Die Stolpersteine werden in der Regel von Gunter Demnig konzipiert und verlegt.
Das tschechische Stolpersteinprojekt Stolpersteine.cz wurde 2008 durch die Česká unie židovské mládeže (Tschechische Union jüdischer Jugend) ins Leben gerufen. Die Stolpersteine werden auf Tschechisch stolpersteine genannt, alternativ auch kameny zmizelých (Steine der Verschwundenen).

## Verlegte Stolpersteine
Die Tabellen sind teilweise sortierbar; die Grundsortierung erfolgt alphabetisch nach dem Familiennamen.

### Český Těšín
| Stolperstein | Übersetzung                                                                                      | Verlegeort    | Name, Leben |
| ------------ | ------------------------------------------------------------------------------------------------ | ------------- | --- |
|              | HIER WOHNTE ROSALIE WIESNER GEB. 1858 DEPORTIERT 1942 NACH AUSCHWITZ ERMORDET 15.6.1942 EBENDORT | Hlavní 2061 · | Rosalie Wiesner (auch Rosalia Wiesnerová), geb. Šegerinová, wurde am 18. August 1858 in Tvrdošín, Kaisertum Österreich, geboren. Sie war verheiratet mit Adolf Wiesner. Das Paar hatte vier Kinder: Růžena (geboren 1883 in Gilowice, später verheiratet Löwy), Jindřich, Ida und Bedřich. Ihr Ehemann starb um 1901. Sie war die Gründerin des bekannten Café Avion in Český Těšín. Das Café wurde im September 1939 beim Rückzug der polnischen Armee stark beschädigt und später von den Deutschen abgetragen. Nach der deutschen Besetzung der Stadt zog Rosalie Wiesner nach Žilina zu ihrer Tochter Ida, die mit dem Juristen Árpád Braun verheiratet war. Das Paar hatte einen kleinen Sohn. Im April 1942 wurden alle vier Familienmitglieder festgenommen und nach Auschwitz deportiert, wo sie ermordet wurden. Rosalie Wiesner wurde am 15. Juni 1942 vergast. Auch ihre Tochter Ida, ihr Schwiegersohn und ihr Enkel wurden in Auschwitz ermordet. Ihre Tochter Růžena und ihre Enkelin konnten die Shoah überleben. Růžena Löwy wurde Witwe und heiratete Josef Michálek. 2010 wurde das Café wieder aufgebaut. |

### Krnov
| Stolperstein | Übersetzung | Verlegeort                                 | Name, Leben |
| ------------ | --- | ------------------------------------------ | --- |
|              | HIER WOHNTE LEO AUERBACH GEB. 1927 DEPORTIERT 1942 NACH THERESIENSTADT ERMORDET 8.10.1942 IN TREBLINKA                          | Jeremenkova 17                             | Leo Auerbach wurde am 26. April 1927 in Ostrava-Vítkovice geboren. Seine Eltern waren Josef Auerbach (geboren 1887 in Odessa) und Regina geb. Stambergerová (siehe unten). Er hatte zwei Brüder, Erich (geboren 1914) und Bedřich (geboren 1920). Er war Schüler. Der letzte Wohnsitz der Familie vor der Deportation war in Ostrava. Am 26. September 1942 wurden er und seine Mutter mit dem Transport in das Konzentrationslager Theresienstadt deportiert. Ihre Transportnummern waren 667 und 668 von 862. Nach zwei Wochen, am 8. Oktober 1942, wurden Mutter und Sohn mit Transport Bu in das Vernichtungslager Treblinka deportiert. Ihre Transportnummern waren 928 und 929 von 1.000. Dort wurden beide ermordet. Leo Auerbach war damals 15 Jahre alt. Leo Auerbachs Vater und seine Brüder konnten die Shoah überleben. Josef Auerbach starb 1958 in Ostrava. Eric Auber, wie sich sein Bruder in England nannte, starb 2002 in Romford, Essex. Bedřich Auerbach starb 1988 in den Vereinigten Staaten. |
|              | HIER WOHNTE REGINA AUERBACHOVÁ GEB. STAMBERGEROVÁ GEB. 1892 DEPORTIERT 1942 NACH THERESIENSTADT ERMORDET 8.10.1942 IN TREBLINKA | Jeremenkova 17                             | Regina Auerbachová geb. Stambergerová wurde am 2. März 1892 in Kęty, heute in Polen, geboren. Ihre Eltern waren Emilia und Zee Stamberger. Sie war verheiratet mit Josef Auerbach (geboren am 17. Dezember 1887 in Odessa, heute Ukraine). Das Paar hatte drei Söhne, Erich (geb. 1914), Bedřich (geb. 1920) und Leo (siehe oben). Der letzte Wohnsitz der Familie vor der Deportation war in Ostrava. Am 26. September 1942 wurden sie und ihr jüngster Sohn Leo mit dem Transport in das Konzentrationslager Theresienstadt deportiert. Ihre Transportnummern waren 667 und 668 von 862. Nach zwei Wochen, am 8. Oktober 1942, wurden Mutter und Sohn mit Transport Bu in das Vernichtungslager Treblinka deportiert. Ihre Transportnummern waren 928 und 929 von 1.000. Dort wurden Regina Auerbachová und der 15-jährige Leo Auerbach vom NS-Regime ermordet. Auch ihre Mutter, zwei Schwägerinnen, Meta und Irma, und eine Reihe weiterer Familienmitglieder wurden im Laufe der Shoah getötet. Ihr Mann und die beiden älteren Söhne konnten überleben. Josef Auerbach starb 1958 in Ostrava. Eric Auber, wie er sich in England nannte, starb 2002 in Romford, Essex. Bedřich Auerbach starb 1988 in den Vereinigten Staaten. |
|              | HIER WOHNTE ING. JOSEF BAAR GEB. 1877 DEPORTIERT 1941 NACH ŁÓDŹ ERMORDET 1942                                                   | Mikulášská 62                              | Josef Baar wurde am 12. Oktober 1877 in Příbor geboren. Er war Bauingenieur und arbeitete für die Eisenbahngesellschaft. Er war mit Margaret, auch Margarete, verheiratet (geb. 1890). Das Paar hatte zumindest einen Sohn, Friedrich. Ab 1939 lebte die Familie in Prag. Ihr letzter Wohnsitz vor der Deportation war in Prag VIII., Na Zápalčí 8. Im Jahr 1939 konnte sein Sohn nach England auswandern, wo er sich dem Royal Army Medical Corps anschloss und in Indien und dem Nahen Osten diente. Frederick Baar wurde später Chirurg. Am 26. Oktober 1941 wurde Josef Baar mit dem Transport C in das Ghetto Łódź deportiert. Seine Transportnummer war 399 von 1.000. Dort wurde er am 7. März 1942 ermordet. Die offizielle Todesursache war Pleuropneumonie. Seine Frau wurde im Konzentrationslager Auschwitz ermordet. Die Meldung seines Todes an Yad Vashem erfolgte durch seinen Sohn, Dr. Frederick Baar, im Jahr 1992. Dieser lebte damals in Kanada, war verheiratet und hatte zwei Kinder. |
|              | HIER WOHNTE MARGARET BAAR GEB. 1890 DEPORTIERT 1941 NACH ŁÓDŹ ERMORDET                                                          | Mikulášská 62                              | Margaret Baar, Vorname auch als Margarete, geb. Schafranek wurde am 20. Januar 1890 in Bruntál geboren. Ihre Eltern waren Emma und Josef Schafranek. Sie heiratete Josef (Joseph) Baar und war Hausfrau. Das Paar hatte zumindest einen Sohn, Friedrich Baar. 1939 übersiedelte die Familie nach Prag. Ihre letzte Meldeadresse vor der Deportation war in Prag VIII., Na Zápalčí 8. Im Jahr 1939 konnte ihr Sohn nach England auswandern, wo er sich dem Royal Army Medical Corps anschloss und in Indien und dem Nahen Osten diente. Später wurde er Chirurg. Margarete Baar lebte wahrscheinlich bis 1943 in Prag. Der Stolperstein besagt, dass auch sie, wie ihr Mann, am 26. Oktober 1941 mit dem Transport C in das Ghetto Łódź deportiert wurde. Jedoch erscheint ihr Name nicht in den Transportlisten. Ihr Mann wurde am 7. März 1942 in Łódź vom NS-Regime ermordet. Margaret Baar wurde ins Konzentrationslager Auschwitz deportiert und dort ermordet, wahrscheinlich 1944. Die Meldung ihres Todes an Yad Vashem erfolgte durch ihren Sohn, Dr. Frederick Baar, im Jahr 1992. Dieser lebte damals in Kanada, war verheiratet und hatte zwei Kinder. Er verstarb 1999. |
|              | HIER WOHNTE HUGO BRAUN GEB. 1875 DEPORTIERT 1942 NACH THERESIENSTADT NACH WARSCHAU 1942 ERMORDET                                | Náměstí Minoritů 88/11                     | Hugo Braun wurde am 12. März 1875 in Uherský Ostroh geboren. Seine Eltern waren Izsak Braun (geb. 1930) und Fany geb. Winter (geb. 1835 in Brod, Bosnien und Herzegowina). Er hatte zwei Schwestern und zwei Brüder. 1904 heiratete er Sidonie geb. Kleinová und das Paar zog nach Sarajevo, wo er eine Funktion als Postbeamter übernahm. Am 17. April 1909 wurde ihr Sohn Walter geboren, 1911 wurde Hugo Braun nach Krnov versetzt. Folglich kehrte die Familie nach Mähren zurück. Im Ersten Weltkrieg diente Hugo Braun in der österreichisch-ungarischen Armee. Er arbeitete insgesamt dreißig Jahre in für die Post. Schließlich wurde er Postdirektor von Krnov. Im Ruhestand übersiedelte das Ehepaar nach Brünn, ihr letzter Wohnsitz vor der Deportation. Am 28. Januar 1942 wurden Hugo und Sidonie Braun mit dem Transport U in das Konzentrationslager Theresienstadt deportiert. Ihre Transportnummern waren 654 und 655 von 1.001. Nach drei Monaten, am 25. April 1942, wurden sie mit dem Transport An ins Warschauer Ghetto deportiert. Ihre Transportnummern waren 422 und 423 von 1.000. Dort verloren Mann und Frau ihr Leben. Ihr Sohn Walter konnte die Shoah überleben. Er ging nach Palästina, nannte sich Avner Bar On und gründete eine Familie. Er meldete den Tod seiner Eltern und weiterer acht Familienmitglieder an Yad Vashem. |
|              | HIER WOHNTE SIDONIE BRAUN GEB. 1880 DEPORTIERT 1942 NACH THERESIENSTADT NACH WARSCHAU 1942 ERMORDET                             | Náměstí Minoritů 88/11                     | Sidonie Braun geb. Kleinová wurde am 18. Dezember 1880 in Uherský Ostroh geboren. Ihre Eltern waren Fanni und Sigmund Klein. 1904 heiratete sie Hugo Braun, einen Postbeamten. Als ihr Mann kurz nach ihrer Heirat nach Sarajevo verlegt wurde, zog sie mit ihm dorthin. Der einzige Sohn des Paares, Walter, wurde 1909 in Sarajevo geboren. Zwei Jahre später zog die Familie nach Krnov. Der letzte Wohnsitz von Hugo und Sidonie Braun vor Deportation war in Brünn. Am 28. Januar 1942 wurden sie mit dem Transport U in das Konzentrationslager Theresienstadt deportiert. Ihre Transportnummern waren 654 und 655 von 1.001. Nach drei Monaten, am 25. April 1942, wurden sie mit dem Transport An ins Warschauer Ghetto deportiert. Ihre Transportnummern waren 422 und 423 von 1.000. Dort verloren Mann und Frau ihr Leben. Ihr Sohn konnte überleben. Er heiratete Ella und die beiden bekamen zwei Kinder. |
|              | HIER WOHNTE FANNY JOKL GEB. 1870 DEPORTIERT 1942 ERMORDET IN AUSCHWITZ-BIRKENAU                                                 | Hlavní náměstí 1 (gegenüber dem Stadtcafé) | Fanny Jokl wurde am 27. März 1870 geboren. Sie war mit Moritz Jokl verheiratet. Das Paar hatte zwei Töchter, Frieda und Annie (geb. 1905) und vier Söhne, Paul (geb. 1895), Fritz, Wilhelm (geb. 1899) und Erich (geb. 1909). Die Familie besaß ein Haus im Zentrum der Stadt, gegenüber dem Stadtcafé. Nach der Unterzeichnung des Münchner Abkommens, welches dem Deutschen Reich ermöglichte, in Krnov einzudringen und die Stadt zu besetzen, beschloss die Familie, nach Liptovský Mikuláš zu fliehen. Unterwegs erlitt ihr Mann einen Herzinfarkt und starb. Er war 69 Jahre alt. Er wurde auf dem jüdischen Friedhof von Liptovský begraben. Danach wurde die Familie in alle vier Winde verstreut. Ihr Sohn Fritz, dessen Frau und deren beiden kleinen Kinder gelang es, im März 1939 mit legalen britischen Genehmigungen nach Palästina auszuwandern. Ihre Tochter Frieda und deren Mann flüchteten nach Ungarn, deren Tochter ging nach London, deren Sohn nach Palästina. Der älteste Sohn Paul floh nach Paris. Fanny Jokl selbst wurde in der Slowakei gefangen genommen und mit dem Transport vom 22. September 1942 von Žilina nach Auschwitz deportiert. Ihre Transportnummer war 520. Sie wurde im Alter von 72 Jahren vom NS-Regime ermordet. Ihr Sohn Paul wurde von den Nazis in Frankreich gefangen, deportiert und ermordet. Ihre Tochter Frieda und ihr Ehemann Wilhelm Rosenfeld wurden von den Nazis in Ungarn gefangen, wurden in ein Konzentrationslager deportiert, konnten aber überleben. Ihre Tochter Anna und ihre Söhne Wilhelm und Erich wurden auch gefangen, deportiert und ermordet, aber es ist unbekannt, wo und wann. |
|              | HIER WOHNTE MORITZ JOKL GEB. 1865 GETÖTET 1942 AUF DER FLUCHT IN LIPTOVSKÝ MIKULÁŠ                                              | Hlavní náměstí 1 (gegenüber dem Stadtcafé) | Moritz Jokl wurde 1865 geboren. Er hatte mindestens zwei Brüder, Josef und Sigmund. Er war mit Fanny verheiratet. Das Paar hatte zwei Töchter, Frieda und Annie und vier Söhne, Paul, Fritz, Wilhelm und Erich. Die Familie besaß ein Haus im Zentrum der Stadt, gegenüber dem Stadtcafé, das später zerstört wurde und heute ein grasbewachsenes Feld ist. Nach der Unterzeichnung des Münchner Abkommens, das es dem Deutschen Reich ermöglichte, das sogenannte Sudetenland und damit auch Krnov zu besetzen, beschloss die Familie, nach Liptovský Mikuláš zu fliehen. Auf dem Weg dorthin erlitt Moritz Jokl einen Herzinfarkt und starb. Er war 69 Jahre alt. Zwei seiner Kinder und vier seiner Enkel konnten die Shoah überleben: - Frieda heiratete Wilhelm Rosenfeld. Das Paar hatte zwei Kinder, Lizi und Ernest, konnte zuerst nach Sopron und später nach Budapest flüchten. Lizi ging in London und blieb dort während der Jahre des NS-Regimes in Mähren. Ernest wanderte 1942 nach Palästina aus. Frieda und Wilhelm Rosenfeld wurden in Ungarn gefangen genommen, in ein Konzentrationslager deportiert, konnten aber überleben. Nach dem Ende des Nazi-Regimes wanderten sie nach Palästina aus. - Fritz heiratete Jenny Meister aus Wien, sie hatten zwei Kinder, Miryam (später als Salter verheiratet) und Gideon Tomáš (geb. am 7. März 1937). Sie blieben bis März 1939 in Liptovský Mikuláš, gingen dann in Konstantinopel an Bord des Schiffes „Har Zion“ und kamen so nach Palästina. Sie konnten sich dort legal mit britischen Genehmigungen niederlassen. Vier Kinder von Fanny und Moritz Jokl wurden vom NS-Regime ermordet: Paul entkam nach Paris und lebte dort bis 1943. Versuche der Familie, ihn nach London in Sicherheit zu bringen, scheiterten. Die Deutschen verhafteten und deportierten ihn in ein Konzentrationslager. Er wurde von dem Nazi-Regime an einem unbekannten Ort und zu einem unbekannten Zeitpunkt ermordet. Annie, Wilhelm und Erich hatten Krnov schon im August 1938 verlassen und waren ins Landesinnere gezogen. Erich arbeitete als Zahnarzt in Opava. Sie alle und auch seine Ehefrau verloren ihr Leben während der Shoah. |
|              | HIER WOHNTE ERNA LANGSCHUR GEB. 1890 DEPORTIERT 1942 NACH THERESIENSTADT ERMORDET 1942 IN BARANAWITSCHY                         | Hlavní náměstí 1 (gegenüber dem Stadtcafé) | Erna Langschur geb. Kohn, auch Arnoštka Langschurová, wurde am 3. Februar 1890 in Krnov geboren. Ihre Eltern waren Karl Kohn und Sophie geb. Adler. Sie heiratete Dr. Sigmund Langschur, einen Lehrer für Französisch und Englisch. Das Paar hatte zumindest einen Sohn, Herbert. Sie war Hausfrau. Letzter Wohnort der Familie vor der Deportation war Olomouc. Am 8. Juli 1942 wurden sie und ihr Mann mit dem Transport AAo in das Konzentrationslager Theresienstadt deportiert. Ihre Transportnummern waren 198 und 199 von 748. Nach zwanzig Tagen, am 28. Juli 1942, wurde das Paar mit Transport AAy nach Baranawitschy deportiert. Ihre Transportnummern waren 498 und 499 von 1.001. Erna Langschur und ihr Mann wurden dort ermordet. Ihr Sohn konnte entkommen und überleben. |
|              | HIER WOHNTE DR. SIGMUND LANGSCHUR GEB. 1884 DEPORTIERT 1942 NACH THERESIENSTADT ERMORDET 1942 IN BARANAWITSCHY                  | Hlavní náměstí 1 (gegenüber dem Stadtcafé) | Sigmund Langschur, auch Siegmund, Zigmund und Zikmund, wurde am 8. Juni 1884 in Poběžovice geboren. Seine Eltern waren Abraham Langschur (1841–1923) und Pauline geb. Grüner (1849–1928). Er hatte zwölf Geschwister. Er wurde Lehrer für Französisch und Englisch und heiratete Erna geb. Kohn. Das Paar hatte zumindest einen Sohn, Herbert. Letzter Wohnort der Familie vor der Deportation war Olomouc. Am 8. Juli 1942 wurden er und seine Frau mit dem Transport AAo in das Konzentrationslager Theresienstadt deportiert. Ihre Transportnummern waren 198 und 199 von 748. Nach zwanzig Tagen, am 28. Juli 1942, wurde das Paar mit Transport AAy nach Baranawitschy deportiert. Ihre Transportnummern waren 498 und 499 von 1.001. Dr. Sigmund Langschur und seine Ehefrau wurden dort ermordet. Sein Sohn konnte entkommen und überleben. Vier seiner Schwestern wurden ebenfalls im Laufe der Shoah ermordet: Sophie in Treblinka und Theresie in Theresienstadt, beide 1942, Emilie an einem unbekannten Ort und Juli in Warschau, beide 1943. Nur seine Schwester Betty konnte überleben, sie starb in 1978 in Gloucester, Massachusetts. |
|              | HIER WOHNTE MATHILDE LÖWIN GEB. 1895 DEPORTIERT 1942 NACH THERESIENSTADT ERMORDET 1942 IN MALY TROSTINEZ                        | Soukenická 140/21                          | Mathilde Löwin geb. Fichmann wurde am 15. November 1895 oder 1898 in Wien geboren. Ihre Mutter war Sarah Ettel Fichmann (1856–1931). Sie hatte vier Schwestern. Sie war mit Walter Löwin (siehe unten) verheiratet. Letzter Wohnsitz des Paares vor Deportation war Prag II, Mezibranská 5. Am 27. Juli 1942 wurden sie und ihr Ehemann mit dem Transport AAu in das Konzentrationslager Theresienstadt deportiert. Ihre Transportnummern waren 269 und 270 von 1.002. Innerhalb von acht Tagen, am 4. August 1942, wurde das Paar mit dem Transport AAz in das Vernichtungslager Maly Trostinez deportiert. Ihre Transportnummern waren 490 und 491 von 1.000. Mathilde Löwin und ihr Mann wurden dort ermordet. Das Schicksal ihrer Schwestern ist unbekannt. |
|              | HIER WOHNTE WALTER LÖWIN GEB. 1886 DEPORTIERT 1942 NACH THERESIENSTADT ERMORDET 1942 IN MALY TROSTINEZ                          | Soukenická 140/21                          | Walter Löwin, auch Valtr, wurde am 29. Oktober 1886 in Krnov geboren. Er war mit Mathilde geb. Fachmann (siehe oben) verheiratet. Letzter Wohnsitz des Paares vor Deportation war Prag II, Mezibranská 5. Am 27. Juli 1942 wurden er und seine Ehefrau mit dem Transport AAu in das Konzentrationslager Theresienstadt deportiert. Ihre Transportnummern waren 269 und 270 von 1.002. Innerhalb von acht Tagen, am 4. August 1942, wurde das Paar mit dem Transport AAz in das Vernichtungslager Maly Trostinez deportiert. Ihre Transportnummern waren 490 und 491 von 1.000. Walter Löwin und seine Frau wurden dort ermordet. |
|              | HIER WOHNTE DR. DAVID RUDOLFER GEB. 1871 DEPORTIERT 1942 NACH THERESIENSTADT ERMORDET 1942                                      | Soukenická 83/28                           | David Rudolfer wurde am 16. Juni 1871 in Oradea (heute in Rumänien) oder in Trebišov (heute in der Slowakei) geboren. Seine Eltern waren Moshe Rudolfer (1845–1926) und Eva geb. Waldman. Er hatte zwei Geschwister, Yochanan (geb. 1869) und Jozefina (geb. 1873). Er wurde Lehrer und Rabbi und heiratete Sidonia geb. Pollak, auch Sabina (1880–?). Das Paar hatte zwei Kinder, Mordechai Max (geb. am 9. August 1905) und Hana Anna. Von 1902 bis 1904 war er Rabbi in der niederösterreichischen Stadt Horn. Sein letzter Wohnsitz vor der Deportation war in Brünn. Am 23. März 1942 wurde er mit Transport Ad in das Konzentrationslager Theresienstadt deportiert. Seine Transportnummer war 684 von 1.001. Dort verlor er am 14. September 1942 sein Leben. Das Schicksal seiner Geschwister, seiner Frau und seiner Kinder ist unbekannt. Sein Enkel Tomáš wurde 1944 in Auschwitz vom NS-Regime ermordet. |
|              | HIER WOHNTE TOMÁŠ RUDOLFER GEB. 1935 DEPORTIERT 1942 NACH THERESIENSTADT ERMORDET 1944 IN AUSCHWITZ-BIRKENAU                    | Soukenická 83/28                           | Tomas Rudolfer wurde am 30. November 1935 geboren. Seine Eltern waren Mordechai Max Rudolfer (1905–?) und Yaffa Drora Rudolfer (1916–1995). Seine Eltern ließen sich scheiden. Das Schicksal seines Vaters ist unbekannt. Letzter Wohnsitz des Jungen vor der Deportation war in Brünn. Sein Großvater Dr. David Rudolfer (siehe oben) verlor sein Leben im Konzentrationslager Theresienstadt im September 1942. Am 6. März 1943 wurde der 7-Jährige mit dem Transport Cv nach Theresienstadt deportiert. Seine Transportnummer war 919 von 1.022. Er blieb dort fast 19 Monate. Am 23. Oktober 1944 wurde er mit dem Transport Et in das Konzentrationslager Auschwitz deportiert. Seine Transportnummer war 922 von 1.714. Dort wurde er vom NS-Regime ermordet. |
|              | HIER WOHNTE ANNA SINGER GEB. 1886 DEPORTIERT 1942 NACH THERESIENSTADT ERMORDET 1942 IN MALY TROSTINEZ                           | Soukenická 83/28                           | Anna Singer geb. Kohn, auch Anni, wurde am 18. Juni 1886 in Údlice geboren. Ihre Eltern waren Edmund Kohn (1844–1915) und Rosa geb. Goldmann (1849–1911). Sie hatte sieben ältere Geschwister. Sie war mit Dr. Berthold Singer verheiratet. Das Paar hatte mindestens vier Töchter, Helene (geb. 1914), Marianne (um 1915), Liesel (später Kohner) und Rosel. Anni Singer und ihre Tochter Helene wurden zuerst in das Konzentrationslager Theresienstadt deportiert. Dort wurden Mutter und Tochter getrennt. Anna Singer wurde in das Konzentrationslager Auschwitz deportiert, Helene in das Vernichtungslager Maly Trostinez. Beide wurden vom NS-Regime ermordet. Am 27. Juli 1942 wurde ihr Mann von Prag nach Theresienstadt deportiert. Am 23. Januar 1943 wurde er nach Auschwitz deportiert und sofort nach der Ankunft vergast. Das Schicksal ihrer Töchter Liesel und Rosel ist unbekannt. Ihre Tochter Marianne konnte entkommen, sie starb 1990 in New York. Vier der fünf Geschwister, die zu Beginn der NS-Besetzung der Tschechoslowakei noch am Leben waren, wurden ermordet: Ida im KZ Jasenovac und Bruno im Zwangsarbeitslager Trawniki, beide 1942, Karl Jakob in Auschwitz und Julius in Theresienstadt, beide 1943. Nur ihre Schwester Klara konnte in die USA fliehen. |
|              | HIER WOHNTE HELENE SINGER GEB. 1914 DEPORTIERT 1942 NACH THERESIENSTADT ERMORDET 1942 IN MALY TROSTINEZ                         | Soukenická 83/28                           | Helene Singer, auch Helena, wurde am 27. November 1914 in Krnov geboren. Ihre Eltern waren Dr. Berthold Sänger und Anna geb. Kohn. Sie hatte zumindest drei Schwestern, Marianne, Liesel und Rosel. Ihr letzter Wohnort vor der Deportation war in Prag XII., Gebauerova 16. Am 20. Juni 1942 wurde sie mit dem Transport AAe in das Konzentrationslager Theresienstadt deportiert. Ihre Transportnummer war 1000 von 1.005. Innerhalb eines Monats, am 14. Juli 1942, wurde sie mit dem Transport AAx in das Vernichtungslager deportiert. Ihre Transportnummer war 300 von 1.000. Dort wurde sie vom NS-Regime ermordet. Ihre Eltern wurden vom NS-Regime in Auschwitz ermordet. Das Schicksal ihrer Schwestern Liesel und Rosel ist unbekannt. Marianne konnte entkommen, sie starb 1990 in New York. |

### Ostrava
| Stolperstein | Übersetzung | Verlegeort              | Name, Leben |
| ------------ | --- | ----------------------- | --- |
|              | HIER WOHNTE BERTA APFELBAUMOVÁ GEB. ZOLLMANNOVÁ GEB. 1893 DEPORTIERT 1942 NACH THERESIENSTADT ERMORDET 5.10.1942 IN TREBLINKA         | Pobialova 875/8         | Berta Apfelbaumová geb. Zollmannová wurde am 16. Juli 1893 in Polen geboren. Ihre Eltern waren Berta und David Meir Zollmann. Sie war mit Yaakov/Jakob Apfelbaum verheiratet. Das Paar hatte zumindest zwei Kinder, Edita (geb. 1924) und David Meir. Am 26. September 1942 wurden sie und ihre Tochter mit Transport Bl in das Konzentrationslager Theresienstadt deportiert. Ihre Transportnummer war 849. Später wurden Mutter und Tochter mit Transport Bt in das Vernichtungslager Treblinka deportiert. Ihre Transportnummer war 650. Vermutlich verstarben Berta Apfelbaumová und ihre Tochter bereits im Viehwagen, bevor sie in Treblinka ankamen. Ihr Sohn konnte nach England auswandern und die Shoah überleben. |
|              | HIER WOHNTE EDITA APFELBAUMOVÁ GEB. 1924 DEPORTIERT 1942 NACH THERESIENSTADT ERMORDET 5.10.1942 IN TREBLINKA                          | Pobialova 875/8         | Edita Apfelbaumová, auch Edita Feigl Pesa Apfelbaumová, wurde am 7. März 1924 in Ostrava geboren. Ihre Eltern waren Jakob Apfelbaum und Berta geb. Zollmannová. Sie hatte zumindest einen Bruder, David Meir. Am 26. September 1942 wurden sie und ihre Mutter mit Transport Bl in das Konzentrationslager Theresienstadt deportiert. Später wurden Mutter und Tochter mit Transport Bt in das Vernichtungslager Treblinka deportiert. Vermutlich verstarben Edita Apfelbaumová und ihre Mutter bereits im Viehwagen, bevor sie in Treblinka ankamen. Ihr Bruder konnte nach England auswandern und die Shoah überleben. |
|              | HIER WOHNTE ROBERT ENGEL GEB. 1906 DEPORTIERT 1942 NACH THERESIENSTADT 1944 NACH AUSCHWITZ ERMORDET 18.4.1945 IN DACHAU               | Poděbradova 27          | Robert Engel wurde am 24. August 1906 in Michálkovice geboren. Seine Eltern waren Samuel Engel (1872–1918) und Ana geb. Rosentzveig (geb. 1874). Er hatte fünf Schwestern, Stella (geb. 1901), Berta (geb. 1902), Valerie (geb. 1904) und die Zwillinge Charlotte und Ruth (geb. 1913). Er war ein Metzger und verheiratet mit Helga geb. Goldbergerová. Die Paar hatte einen kleinen Sohn, Tomáš, geboren am 2. Juni 1938 in Ostrava. Er, seine Frau und sein Sohn lebten mit seinen Schwiegereltern in der Poděbradova 27 in Ostrava. Im Rahmen der Shoah wurde die ganze Familie vom NS-Regime ausgelöscht. Zuerst verlor seine Schwester Ruth am 30. April 1942 in Gmina Zamosc, Polen, im Alter von 28 Jahren ihr Leben. Das Schicksal ihrer Zwillingsschwester Charlotte ist unbekannt. Am 26. September 1942 wurden Robert Engel, Frau, Sohn und Schwiegereltern verhaftet und in das Konzentrationslager Theresienstadt deportiert. Ihre Transportnummern waren 754 bis 758 von 862. Dort wurden die Familienmitglieder nach zehn Tagen getrennt, die Eltern seiner Frau wurden am 5. Oktober 1942 in das Vernichtungslager Treblinka deportiert und ermordet. Drei Tage später wurde seine Schwester Berta im Konzentrationslager Auschwitz ermordet worden. Am 22. Oktober 1942 verlor seine Mutter ihr Leben im Vernichtungslager Treblinka. Robert Engel, seine Frau und deren Sohn waren zwei Jahre in Theresienstadt interniert. Am 1. Oktober 1944 wurde Robert Engel von Frau und Kind getrennt und allein mit Transport Em nach Auschwitz deportiert. Seine Transportnummer war 936 von 1501. Dort musste er Zwangsarbeit verrichten. Fünf Tage später, am 6. Oktober 1944, wurden sein 6-jähriger Sohn und seine Ehefrau nach Auschwitz deportiert. Sie wurden sofort nach der Ankunft in einer der Gaskammern ermordet. Am selben Tag wurde auch seine Schwester Stella in Auschwitz vergast. Am 28. Oktober 1944 wurde seine fünfte Schwester, Valerie, in Auschwitz ermordet. Letztlich wurde auch Robert Engel ermordet, am 18. April 1945 in Dachau.                                                                                             |
|              | HIER WOHNTE TOMÁŠ ENGEL GEB. 1938 DEPORTIERT 1942 NACH THERESIENSTADT ERMORDET 6.10.1944 IN AUSCHWITZ                                 | Poděbradova 27          | Tomáš Engel wurde am 2. Juni 1938 in Ostrava geboren. Seine Eltern waren Robert Engel und Helga geb. Goldbergerová. Er wuchs in einer Wohnung mit seinen Eltern und seinen Großeltern mütterlicherseits auf, Ferdinand Goldberger und Helena Goldbergerová. Am 26. September 1942 wurden alle fünf Familienmitglieder verhaftet und in das Konzentrationslager Theresienstadt deportiert. Ihre Transportnummern waren 754 bis 758 von 862. Dort wurde die Familie nach zehn Tagen getrennt. Während der kleine Junge und seine Eltern in Theresienstadt blieben, wurden seine Großeltern am 5. Oktober 1942 in das Vernichtungslager Treblinka deportiert, wo sie ermordet wurden. Tomáš Engel verbrachte zwei Jahre im Konzentrationslager, dann wurde sein Vater von Mutter und Kind getrennt und in das Konzentrationslager Auschwitz deportiert, um Zwangsarbeit zu leisten. Fünf Tage später, am 6. Oktober 1944, wurden auch der 6-jährige Junge und seine Mutter nach Auschwitz deportiert. Ihre Transportnummer waren 905 und 906 von 1.550. Sie wurden sofort nach der Ankunft in einer der Gaskammern ermordet. Sein Vater kam am 18. April 1945 im KZ Dachau ums Leben, elf Tage vor der Befreiung des Lagers. |
|              | HIER WOHNTE HERTA ENGELOVÁ GEB. GOLDBERGEROVÁ GEB. 1915 DEPORTIERT 1942 NACH THERESIENSTADT ERMORDET 6.10.1944 IN AUSCHWITZ           | Poděbradova 27          | Herta Engelová geb. Goldbergerová wurde am 17. April 1915 in Ostrava geboren. Ihre Eltern waren Ferdinand Goldberger und Helena née Tramerová. Sie hatte drei ältere Geschwister, jedoch starb ihre Schwester Henrietta (geb. 1905) bereits im Jahre 1908. Ihr Bruder Heinrich, auch Heinrich oder Heino, wurde 1907 geboren, ihre Schwester Else im Jahre 1908. Sie war Hausfrau und verheiratet mit Robert Engel. Das Paar hatte einen kleinen Sohn, Tomáš, geboren am 2. Juni 1938. Das junge Paar und ihr Sohn lebten mit Hertas Eltern in einer Wohnung. Am 26. September 1942 wurden alle fünf von Ostrava in das Konzentrationslager Theresienstadt deportiert. Ihre Transportnummern waren 754 bis 758 von 862. Dort wurde die Familie nach zehn Tagen getrennt. Während das jüngere Paar und ihr Sohn in Theresienstadt blieben, wurden ihre Eltern am 5. Oktober 1942 in das Vernichtungslager Treblinka deportiert und dort ermordet. Nach zwei Jahren in Theresienstadt wurde ihr Ehemann in das Konzentrationslager Auschwitz deportiert, um Zwangsarbeit zu leisten. Herta Engelová und ihr 6-jähriger Sohn wurden auch fünf Tage später mit dem Transport Eo nach Auschwitz deportiert. Ihre Transportnummern waren 905 und 906 von 1.550. Mutter und Sohn wurden sofort nach der Ankunft vergast. Ihr Ehemann wurde am 18. April 1945 im KZ Dachau ermordet. |
|              | HIER WOHNTE FERDINAND GOLDBERGER GEB. 1878 DEPORTIERT 1942 NACH THERESIENSTADT ERMORDET 5.10.1942 IN TREBLINKA                        | Poděbradova 27          | Ferdinand Goldberger wurde am 22. Februar geboren 1878. Seine Eltern waren Heinrich Goldberger (ca. 1852–1897) und Henriette geb. Ritter, auch Berta (1854–1908). Er hatte sieben Geschwister. Ferdinand Goldberger heiratete Helena geb. Tramerová. Das Paar hatte vier Kinder, Henrietta (1905–1908), Henry oder Heino, auch Heinrich (geb. 1907), Else (geb. 1908) und Herta (geb. 1915), die später Robert Engel heiratete und mit ihm einen kleinen Sohn hatte, Tomáš, geboren am 2. Juni 1938. Am 26. September 1942 wurden Ferdinand Goldberger, seine Ehefrau, ihre Tochter Herta, deren Mann und deren Sohn mit Transport Bl in das Konzentrationslager Theresienstadt deportiert. Ihre Transportnummern waren 754 bis 758 von 862. Dort wurde die Familie nach zehn Tagen getrennt. Während das jüngere Paar und ihr Sohn in Theresienstadt verblieben, wurden Ferdinand Goldberger und Helena Goldbergerová am 5. Oktober 1942 in das Vernichtungslager Treblinka deportiert. Ihre Transportnummern waren 616 und 617 von 1000. Sie wurden von dem NS-Regime ermordet, so wie alle anderen Juden auf diesem Transport. Seine Tochter Herta Engel und der 6 Jahre alte Enkelsohn Tomáš wurden am 6. Oktober 1944 in Auschwitz vergast. Seine jüngsten Geschwister, Ludwig und Augusta, wurden ebenfalls Opfer der Shoah. Schwiegersohn Robert Engel wurde am 18. April 1945 im KZ Dachau ermordet. Sohn Henry und Tochter Else konnten überleben. Sie heirateten beide und hatten jeweils ein Kind. Else verstarb 1986 in New York, Henry 1993 in Fort Lauderdale. |
|              | HIER WOHNTE HELENA GOLDBERGEROVÁ GEB. TRAMEROVÁ GEB. 1884 DEPORTIERT 1942 NACH THERESIENSTADT ERMORDET 5.10.1942 IN TREBLINKA         | Poděbradova 27          | Helena Goldbergerová geb. Tramerová, auch Helene, wurde am 7. April 1884 in Ostrava geboren. Ihre Eltern waren Natan Tramer (1841–1888) und Rosa geb. Salomonowitz (ca. 1843–1890). Sie hatte sechs Schwestern, Laura, Rosa, Ernestina, Fany, Regina und Pepi, und fünf Brüder, Ferdinand Wolf, Adolf Alois, Heinrich und Salomon. Sie war mit Ferdinand Goldberger verheiratet (siehe oben). Das Paar hatte vier Kinder: - Henrietta (1905–1908) - Henry (geboren am 20. Mai 1907) - Else (geboren am 26. Dezember 1908) und - Herta (11. Juli 1915 geboren), die später Robert Engel heiratete. Das Paar hatte einen kleinen Sohn, Thomas, geboren am 2. Juni 1938 (alle drei siehe oben). Am 26. September 1942 wurden Helena Goldbergerová, ihr Ehemann, ihre Tochter Herta, deren Mann und deren Sohn mit Transport Bl in das Konzentrationslager Theresienstadt deportiert. Ihre Transportnummern waren 754 bis 758 von 862. Dort wurde die Familie nach zehn Tagen getrennt. Während das jüngere Paar und ihr Sohn in Theresienstadt verblieben, wurden Ferdinand Goldberger und Helena Goldbergerová am 5. Oktober 1942 in das Vernichtungslager Treblinka deportiert. Ihre Transportnummern waren 616 und 617 von 1000. Sie wurden von dem NS-Regime ermordet, so wie alle anderen Juden auf diesem Transport. Am 1. Oktober 1944 wurde Schwiegersohn Robert Engel mit Transport Em in das Konzentrationslager Auschwitz deportiert. Ihre Tochter Herta Engelová und der 6 Jahre alte Enkelsohn Tomáš wurden am 6. Oktober 1944 nach Auschwitz deportiert und unmittelbar nach der Ankunft in einer Gaskammer ermordet. Robert Engel wurde in das KZ Dachau deportiert, wo er am 18. April 1945 getötet wurde. Mindestens zwei Geschwister von Helena Goldbergerová, Adolf Tramer und Fany Weinstock, wurden ebenfalls in Treblinka ermordet. Sohn Henry und Tochter Else konnten überleben. Der Sohn nannte sich nunmehr Henry Gordy und heiratete Hilda Glück. Das Paar hatte ein Kind. Else heiratete Fred Brichta. Das Paar hatte einen Sohn namens Paul. Else Brichta verstarb im Januar 1986 in New York, Henry Gordy am 3. Mai 1993 in Fort Lauderdale. |
|              | HIER WOHNTE ALFRED KAUFTHAL JG. 1938 DEPORTIERT 1942 NACH THERESIENSTADT ERMORDET 18.12.1943 IN AUSCHWITZ                             | Velká 197/12            | Alfred Kaufthal wurde am 2. Januar 1938 in Moravska Ostrava geboren. Seine Eltern waren Leo Kaufthal und Alžběta Kaufthalová. Er wurde am 7. Juli 1942 zusammen mit seinen Eltern mit dem Transport Ez-St_26 nach Theresienstadt deportiert. Seine Transportnummer war 100. Von dort wurde er am 18. Dezember 1943 zusammen mit seinen Eltern mit dem Transport Ds ins Vernichtungslager Auschwitz deportiert. Seine Nummer auf diesem Transport war 423. Alfred Kaufthal und seine Mutter wurden dort am Tag der Ankunft des Transportes, den 18. Dezember 1943, ermordet. Sein Vater Leo Kauthal war der einzige von 13 Deportierten des Transportes Ez-St_26, der überlebte. Er wurde aus dem KZ Sachsenhausen befreit. |
|              | HIER WOHNTE HIRSCH KAUFTHAL JG. 1886 DEPORTIERT 1942 NACH THERESIENSTADT ERMORDET 22.10.1942 IN TREBLINKA                             | Velká 197/12            | Hirsch Kaufthal, eigentlich Hersch Kaufthal, wurde am 2. Oktober 1886 geboren. Er war verheiratet mit Helene, das Paar hatte den 1911 geborenen Sohn Leo und den 1912 geborenen Sohn Max. Hersch Kaufthal wurde am 22. September 1942 zusammen mit seiner Frau und seinem Sohn mit dem Transport Bi nach Theresienstadt deportiert. Seine Nummer auf diesem Transport war 421. Von dort wurde alle drei am 22. Oktober 1942 mit dem Transport Bx in das Vernichtungslager Treblinka deportiert. Seine Nummer auf diesem Transport war 1688. Hersch Kaufthal wurde in Treblinka am Tag der Ankunft des Transportes, den 22. Oktober 1942, ermordet, ebenso seine Frau und sein Sohn Max. Sein Sohn Leo überlebte als einziger der Familie. |
|              | HIER WOHNTE MAX KAUFTHAL JG. 1912 DEPORTIERT 1942 NACH THERESIENSTADT ERMORDET 22.10.1942 IN TREBLINKA                                | Velká 197/12            | Max Kaufthal wurde am 22. Juni 1912 in Moravska Ostrava geboren. Seine Eltern waren Hersch (Hirsch) Kaufthal und Helene Kaufthalová. Er hatte einen jüngeren Bruder, Max (geboren 1912). Max Kaufthal wurde am 22. September 1942 zusammen mit seinen Eltern mit dem Transport Bi nach Theresienstadt deportiert. Seine Nummer auf diesem Transport war 424. Von dort wurde alle drei am 22. Oktober 1942 mit dem Trabsport Bx in das Vernichtungslager Treblinka deportiert. Seine Nummer auf diesem Transport war 1692. Max Kaufthal wurde in Treblinka am Tag der Ankunft des Transportes, den 22. Oktober 1942, ermordet, ebenso wie seine Eltern. Sein Bruder Leo war der einzige in der Familie, der die Shoah überleben konnte. |
|              | HIER WOHNTE ALŽBĚTA KAUFTHALOVÁ GEB. KAHANOVÁ JG. 1914 DEPORTIERT 1942 NACH THERESIENSTADT ERMORDET 18.12.1943 IN AUSCHWITZ           | Velká 197/12            | Alžběta Kaufthal |
|              | HIER WOHNTE HELENA KAUFTHALOVÁ GEB. KALFUSOVÁ JG. 1890 DEPORTIERT 1942 NACH THERESIENSTADT ERMORDET 22.10.1942 IN TREBLINKA           | Velká 197/12            | Helena Kaufthalová |
|              | HIER WOHNTE PAVEL KOHN GEB. 1893 DEPORTIERT 1941 NACH ŁÓDŹ ERMORDET IN BELZEC                                                         | Jeremenkova 806/21      | Pavel Kohn wurde am 15. Juni 1893 geboren. Seine Eltern waren Moritz und Julie Kohn. Nach seinem Studium wurde er Rechtsanwalt und heiratete Jindriska née Brunner. Das Paar hatte zumindest einen Sohn, Richard. Ihr letzter Wohnsitz vor Deportation war in Prag XII, Soběslavská 1. Am 21. Oktober 1941 wurden er und seine Frau von Prag aus mit Transport B in das Ghetto Łódź deportiert. Seine Transportnummer war 717 von 1003. Pavel Kohn und seine Frau wurden vom NS-Regime ermordet. Die Berichte an Yad Vashem wurden von ihrem Sohn eingereicht, Richard Kingsley, wie er sich im Jahr 1991 nannte. Er lebte damals in England. |
|              | HIER WOHNTE JINDŘIŠKA KOHNOVÁ GEB. BRUNNEROVÁ GEB. 1907 DEPORTIERT 1941 NACH ŁÓDŹ ERMORDET IN BELZEC                                  | Jeremenkova 806/21      | Jindřiška Kohnová geb. Brunnerová wurde am 30. Juli 1907 in Opava geboren. Ihre Eltern waren Gustav Brunner und Štĕpánka Brunnerová. Sie war mit Dr. Pavel Kohn verheiratet. Das Paar hatte zumindest einen Sohn, Richard. Ihr letzter Wohnsitz vor Deportation war in Prag XII, Soběslavská 1. Am 21. Oktober 1941 wurden Jindřiška Kohnová und ihr Ehemann von Prag aus mit Transport B in das Ghetto Łódź deportiert. Dort wurden beide vom NS-Regime ermordet. Die Berichte an Yad Vashem wurden von ihrem Sohn eingereicht, Richard Kingsley, wie er sich im Jahr 1991 nannte. Er lebte damals in England. |
|              | HIER WOHNTE EDUARD (ISRAEL) LIESER GEB. 1936 DEPORTIERT 1942 NACH THERESIENSTADT ERMORDET 18.12.1943 IN AUSCHWITZ                     | Musorgského 10          | Eduard Lieser, auch Yisrael, Israel oder Israel, wurde am 17. Januar 1936 geboren. Seine Eltern waren Shimon Lieser und Cyra née Forscherová. Er hatte zumindest zwei Brüder, Jiří (geb. 1933) und Elimelekh, der die Shoah überleben konnte. Der letzte Wohnsitz der Familie vor Deportation war in Ostrava. Am 22. September 1942 wurden Eduard und Jiří Lieser gemeinsam mit ihrer Mutter mit Transport Bi in das Konzentrationslager Theresienstadt deportiert. Ihre Transportnummern waren 582, 585 und 586 von 862. Die drei Familienmitglieder blieben dort 15 Monate lang interniert. Am 18. Dezember 1943 wurden Mutter und Söhne mit Transport Ds in das Konzentrationslager Auschwitz deportiert. Ihre Transportnummern waren 2267, 2270 und 2271 von 2,503. Der 7-jährige Eduard Lieser, seine Mutter und sein Bruder wurden dort vom NS-Regime ermordet. Auch seine Großeltern väterlicherseits, Yosef Lieser und Arara geb. Krik oder Brik, verloren ihr Leben in Auschwitz. |
|              | HIER WOHNTE JIŘÍ (YECHIEL) LIESER GEB. 1933 DEPORTIERT 1942 NACH THERESIENSTADT ERMORDET 18.12.1943 IN AUSCHWITZ                      | Musorgského 10          | Jiří Lieser, auch Jechiel oder Yekhiel, wurde am 17. September 1933 geboren. Seine Eltern waren Shimon Lieser und Cyra née Forscherová. Er hatte zumindest zwei Brüder, Eduard (geb. 1936) und Elimelekh, der die Shoah überleben konnte. Der letzte Wohnsitz der Familie vor Deportation war in Ostrava. Am 22. September 1942 wurden Jiří und Eduard Leiser gemeinsam mit ihrer Mutter mit Transport Bi in das Konzentrationslager Theresienstadt deportiert. Ihre Transportnummern waren 582, 585 und 586 von 862. Die drei Familienmitglieder blieben dort 15 Monate lang interniert. Am 18. Dezember 1943 wurden Mutter und Söhne mit Transport Ds in das Konzentrationslager Auschwitz deportiert. Ihre Transportnummern waren 2267, 2270 und 2271 von 2,503. Der 10-jährige Jiří Lieser, seine Mutter und sein Bruder wurden dort vom NS-Regime ermordet. Auch seine Großeltern väterlicherseits, Yosef Lieser und Arara geb. Krik, verloren ihr Leben in Auschwitz. |
|              | HIER WOHNTE CYRA (CILA) LIESEROVÁ GEB. FORSCHEROVÁ GEB. 1900 DEPORTIERT 1942 NACH THERESIENSTADT ERMORDET 18.12.1943 IN AUSCHWITZ     | Musorgského 10          | Cyra Lieserová geb. Forscherová wurde am 21. August 1900 in Ostrava geboren. Sie hatte zwei Vornamen, Cyra, auch Cila, Cilla oder Tzila und Riwka oder Rivka. Ihre Eltern waren Peretz Forscher und Sara Forscherová. Sie war verheiratet mit Shimon Lieser, einem Sohn von Yosef Lieser und Arara geb. Krik verheiratet. Das Paar hatte zumindest drei Söhne, Jiří (geb. 1933), Eduard (geb. 1936) und Elimelekh. Ihr letzter Wohnsitz vor Deportation war in Ostrava. Am 22. September 1942 wurden sie und ihre Söhne Jiří und Eduard mit Transport Bi in das Konzentrationslager Theresienstadt deportiert. Ihre Transportnummern waren 582, 585 und 586 von 862. Die drei Familienmitglieder blieben dort 15 Monate lang interniert. Am 18. Dezember 1943 wurden Cyra Lieserová und ihre beiden Söhne mit Transport Ds in das Konzentrationslager Auschwitz deportiert. Ihre Transportnummern waren 2267, 2270 und 2271 von 2,503. Cyra Lieserová und ihre Söhne, 7 und 10 Jahre alt, wurden vom NS-Regime ermordet. 1944 wurden auch ihre Schwiegereltern Opfer der Shoah. |
|              | HIER WOHNTE OTTO PICK GEB. 1883 DEPORTIERT 1942 NACH THERESIENSTADT ERMORDET 6.9.1943 IN AUSCHWITZ                                    | 28. října/Ecke Zeyerova | Otto Pick wurde am 9. Dezember 1883 geboren. Seine Eltern waren Emil und Fanny Pick. Er arbeitete im Familienunternehmen, welches Lederwaren produzierte und verkaufte. Er war mit Margaretha geb. Weislitzerová verheiratet. Ihr letzter Wohnsitz vor Deportation war in Prag I, Leimerova 5. Am 5. Dezember 1942 wurden er und seine Frau mit Transport Au von Prag ins Konzentrationslager Theresienstadt deportiert. Seine Transportnummer war 897 von 1.002. Nach vier Monaten, am 6. September 1943, wurde das Ehepaar mit dem Transport Dl ins Vernichtungslager Auschwitz-Birkenau deportiert. Seine Transportnummer war 1567 von 2.484. Dort wurden Otto Pick und seine Frau unmittelbar nach der Ankunft ermordet. Ihre Tochter Eva konnte rechtzeitig nach England flüchten. Nach dem Zusammenbruch des NS-Regimes kehrte sie nach Ostrava und übernahm das Familienunternehmen. Als die Kommunisten im Februar 1948 die Macht in der Tschechoslowakei übernahmen, emigrierte sie erneut. |
|              | HIER WOHNTE GRETA PICKOVÁ GEB. WEISLITZEROVÁ GEB. 1883 DEPORTIERT 1942 NACH THERESIENSTADT ERMORDET 6.9.1943 IN AUSCHWITZ             | 28. října Ecke Zeyerova | Margaretha Picková geb. Weislitzerová, auch Greta und Markéta, wurde am 4. Oktober 1897 geboren. Sie war mit Otto Pick verheiratet, einem Erzeuger und Händler von Lederwaren mit Sitz in Ostrava. Das Paar hatte zumindest eine Tochter, Eva, geboren am 21. Juni 1926. Der letzte Wohnsitz des Ehepaares vor Deportation war in Prag I, Leimerova 5. Am 5. Dezember 1942 wurden er und seine Frau mit Transport Au von Prag ins Konzentrationslager Theresienstadt deportiert. Ihre Transportnummer war 898 von 1.002. Nach vier Monaten, am 6. September 1943, wurde das Ehepaar mit dem Transport Dl ins Vernichtungslager Auschwitz-Birkenau deportiert. Ihre Transportnummer war 1566 von 2.484. Dort wurden Margaretha Picková und ihr Mann unmittelbar nach der Ankunft vergast. Ihre Tochter Eva konnte rechtzeitig nach England flüchten. Nach dem Zusammenbruch des NS-Regimes kehrte sie nach Ostrava und übernahm das Familienunternehmen. Als die Kommunisten im Februar 1948 die Macht in der Tschechoslowakei übernahmen, emigrierte sie erneut. |
|              | HIER WOHNTE ADOLF RIX GEB. 1874 DEPORTIERT 1942 NACH THERESIENSTADT ERMORDET 18.12.1943 IN AUSCHWITZ                                  | 28. října 3138/41       | Adolf Rix wurde am 25. Mai 1874 in Mladá Vožice geboren. Seine Eltern waren Josef Rix und B. geb. Lüftschitz. Er war mit Bedřiška geb. Ripperová (siehe unten) verheiratet. Das Paar hatte zumindest einen Sohn, Otto. Adolf Rix besaß das erste Kaufhaus in Ostrava, wo Haushaltswaren, Teppiche und Sportartikel angeboten wurden. Am 25. September 1942 wurden Rix und seine Frau von Ostrava aus mit Transport Bl in das Konzentrationslager Theresienstadt deportiert. Ihre Transportnummern waren 25 und 571 von 862. Fünfzehn Monate lang waren die Eheleute in Theresienstadt interniert und wurden dann am 18. Dezember 1943 mit Transport DS ins Vernichtungslager Auschwitz-Birkenau deportiert. Ihre Transportnummern waren 1295 und 1296 von 2.503. Im September 1944 wurden Adolf Rix und seine Frau in Gaskammern vom NS-Regime ermordet. Das Kaufhaus Rix wurde 1944 durch einen Bombenangriff beschädigt und danach abgerissen. Sohn Otto Rix konnte 1939 nach London flüchten und die Shoah überleben. Er wurde der Vater von Sir Bernard Rix, einem Richter, und Evelyn McGilloway geb. Rix, einer Konzertpianistin. |
|              | HIER WOHNTE BEDŘIŠKA RIXOVÁ GEB. RIPPELOVÁ GEB. 1885 DEPORTIERT 1942 NACH THERESIENSTADT ERMORDET 18.12.1943 IN AUSCHWITZ             | 28. října 3138/41       | Bedřiška Rixová geb. Rippelová, auch Frieda, wurde am 14. August 1885 in Cieszyn geboren. Sie war mit Adolf Rix (siehe oben) verheiratet, dem Eigentümer eines Kaufhauses. Das Paar hatte zumindest einen Sohn, Otto. Am 25. September 1942 wurden Bedřiška Rixová und ihr Ehemann von Ostrava aus mit Transport Bl in das Konzentrationslager Theresienstadt deportiert. Ihre Transportnummern waren 25 und 571 von 862. Fünfzehn Monate lang waren die Eheleute in Theresienstadt interniert und wurden dann am 18. Dezember 1943 mit Transport DS ins Vernichtungslager Auschwitz-Birkenau deportiert. Ihre Transportnummern waren 1295 und 1296 von 2.503. Im September 1944 wurden Bedřiška Rixová und Adolf Rix in Gaskammern vom NS-Regime ermordet. Sohn Otto Rix, der 1939 nach London flüchten konnte, heiratete Sadie Silverberg. Das Paar hatte zwei Kinder, Sir Bernard Rix, der später ein prominenter Richter Englands wurde, und Evelyn McGilloway, eine Konzertpianistin. |
|              | HIER WOHNTE FRANTIŠEK ROSENSTEIN GEB. 1915 DEPORTIERT 1942 NACH THERESIENSTADT LAGER SCHWARZHEIDE ERMORDET 1945 AUF EINEM TODESMARSCH | Chelčického 531/3       | František Rosenstein wurde am 7. April 1915 in Ostrava geboren. Seine Eltern waren Rudolf Rosenstein und Marie geb. Grossová. Er studierte in Prag Medizin. Gemeinsam mit seinen Eltern wurde František Rosenstein am 22. Dezember 1942 mit dem Transport Ck von Prag ins Konzentrationslager Theresienstadt deportiert. Ihre Transportnummern waren 133 bis 135 von 1.005. Nach einigen Wochen wurde die Familie getrennt. Am 23. Januar 1943 wurden seine Eltern nach Auschwitz deportiert und dort vergast, während er selbst vorerst in Theresienstadt verblieb. Elf Monate später, am 18. Dezember 1943, wurde auch František Rosenstein nach Auschwitz deportiert. Seine Nummer auf Transport Ds war 756 von 2.503. Kurz vor der Befreiung Polens, Tschechiens und Deutschlands im Jahr 1945 starb er auf einem Todesmarsch vom KZ-Außenlager Schwarzheide. |
|              | HIER WOHNTE RUDOLF ROSENSTEIN GEB. 1883 DEPORTIERT 1942 NACH THERESIENSTADT ERMORDET 23.1.1943 IN AUSCHWITZ                           | Chelčického 531/3       | Rudolf Rosenstein wurde am 13. März 1883 geboren. Er arbeitete als Schreiber und war mit Marie geb. Grossová verheiratet. Das Paar hatte zumindest einen Sohn, František (geb. 1915). Am 22. Dezember 1942 wurden er, seine Frau und der gemeinsame Sohn von Prag aus mit dem Transport Ck ins Konzentrationslager Theresienstadt deportiert. Ihre Transportnummern waren 133 bis 135 von 1.005. Nach einigen Wochen wurde die Familie getrennt. Am 23. Januar 1943 wurden Rudolf Rosenstein und seine Frau mit dem Transport Cr ins Vernichtungslager Auschwitz-Birkenau deportiert, während ihr Sohn vorerst in Theresienstadt verblieb. Ihre Transportnummern waren 104 und 105 von 2.017. Die Eheleute wurden in Auschwitz vergast. Auch ihr Sohn František verlor sein Leben in Auschwitz. |
|              | HIER WOHNTE MARIE ROSENSTEINOVÁ GEB. GROSSOVÁ GEB. 1893 DEPORTIERT 1942 NACH THERESIENSTADT ERMORDET 23.1.1943 IN AUSCHWITZ           | Chelčického 531/3       | Marie Rosensteinová geb. Grossová, auch Miriam, genannt Mizzi, wurde am 25. April 1893 geboren. Ihre Eltern waren Fanni und Nathan Gross. Sie hatte zumindest einen Bruder, Viktor. Sie war mit Rudolf Rosenstein verheiratet. Das Paar hatte zumindest einen Sohn, František (geb. 1915). Am 22. Dezember 1942 wurde sie, ihr Mann und ihr Sohn von Prag aus mit dem Transport Ck ins Konzentrationslager Theresienstadt deportiert. Ihre Transportnummern waren 133 bis 135 von 1.005. Nach einigen Wochen wurde die Familie getrennt. Am 23. Januar 1943 wurden Marie Rosensteinová und ihr Mann mit dem Transport Cr ins Vernichtungslager Auschwitz-Birkenau deportiert, während ihr Sohn vorerst in Theresienstadt verblieb. Ihre Transportnummern waren 104 und 105 von 2.017. Die Eheleute wurden in Auschwitz vergast. Auch ihr Sohn František verlor sein Leben in Auschwitz. |
|              | HIER WOHNTE KAROLÍNA ROTHOVÁ GEB. MARKUSOVÁ GEB. 1862 DEPORTIERT 1942 NACH THERESIENSTADT ERMORDET 20.10.1942                         | Puchmajerova 1919/8     | Karolina Rothová geb. Markusová, auch Karla, wurde am 26. Mai 1862 geboren. Sie war mit Adolf Roth, einem Weinhändler, verheiratet war, der 1884 mit seinem Bruder Sigmund nach Ostrava gekommen war. Das Paar hatte mehrere Kinder, eröffnete 1887 eine Bier- und Weinschenke und 1896 ein Restaurant. Die verschiedenen Geschäftszweige entwickelten sich zu einem Familienunternehmen, nachdem die vier Söhne – Arnošt, Josef, Jan (Hanuš) und Walter – dort zu arbeiten begannen. Im Jahr 1912 erwarb die Familie eine Lizenz für den Großhandel für Weine und Schritt für Schritt akquirierten sie eine Reihe von Immobilien. Im Jahr 1919 starb Adolf Roth. Seine Witwe übernahm und ihre Söhne wurden Kompagnons. Im Jahr 1925 eröffnete das Unternehmen eine moderne Anlage zur Lagerung internationaler und nationaler Markenweinen. Im Jahr 1937 eröffnete Sohn Josef ein Pub in der Puchmajerova, doch nach der Besetzung des Landes durch NS-Deutschland 1939 endete die unternehmerische Tätigkeit der Familie. Sie mussten ihre Firmen zuerst an Treuhänder übergeben und verloren schließlich all ihr Hab und Gut. Am 30. September 1942 wurde Karolina Rothová von Ostrava aus in das Konzentrationslager Theresienstadt deportiert. Ihre Transportnummer war 408 von 864. Sie wurde am 20. Oktober 1942 vom NS-Regime ermordet. Außer Sohn Hanuš, der nach England auswandern konnte, und Josefs Frau Erna, die Theresienstadt überlebte, wurden alle ihre Familienmitglieder im Laufe der Shoah ermordet. |
|              | HIER ARBEITETE MUDR. MOŘIC SCHÖNFELD GEB. 1903 DEPORTIERT 1942 NACH THERESIENSTADT ERMORDET 23.10.1944 IN AUSCHWITZ                   | Zalužanského 1192/15    | Moric Schönfeld wurde am 26. Juni 1903 geboren. Er war Arzt. Er war einer der beiden Mediziner, die in Valašské Meziříčí im Zlínský kraj arbeiteten. Der andere war Dr. Otto Levy. Im August 1940 wurden Juden aus dem öffentlichen Dienst verbannt. Beide Ärzte mussten ihre Praxis schließen und sogar die Türschilder entfernen, da darauf die akademischen Titel eingraviert waren. Am 22. September 1942 wurde Mořic Schönfeld von Ostrava in das Konzentrationslager Theresienstadt deportiert. Sein Transportnummer war 212 von 862. Im Dezember 1943 wurde sein Kollege Dr. Otto Levy von Theresienstadt in das Konzentrationslager Auschwitz deportiert und dort ermordet. Nach mehr als zwei Jahren in Theresienstadt wurde auch Dr. Mořic Schönfeld am 23. Oktober 1944 mit Transport Et nach Auschwitz deportiert. Seine Transportnummer war 1215 von 1.714. Er wurde von dem NS-Regime auf einem Todesmarsch im Winter 1945 ermordet. |
|              | HIER WOHNTE RŮŽENA SCHÖNFELDOVÁ GEB. WEBEROVÁ GEB. 1877 DEPORTIERT 1942 NACH THERESIENSTADT ERMORDET 22.10.1942 IN TREBLINKA          | Poštovní 345/23         | Růžena Schönfeldová geb. Weberová wurde am 8. März 1877 geboren. Ihr letzter Wohnsitz vor der Deportation war in Prag I, Salvátorská 2. Am 20. Juli 1942 wurde sie mit Transport Aas von Prag in das Konzentrationslager Theresienstadt deportiert. Ihre Transportnummer war 379 von 1000. Am 22. Oktober 1942 wurde sie mit Transport Bx in das Vernichtungslager Treblinka deportiert. Ihre Transportnummer war 1.983 von 2.033. Kein einziger Jude dieses Transports überlebte. |
|              | HIER WOHNTE PAVEL SLATNER GEB. 1927 DEPORTIERT 1942 NACH THERESIENSTADT ERMORDET 22.10.1942 IN TREBLINKA                              | Tyršova 1823/12         | Pavel Slatner wurde am 6. Januar 1927 geboren. Seine Eltern waren Zikmund Slatner und Berta geb. Löwyová (siehe unten). Er hatte eine Schwester, Edita (geboren 1922, siehe ebenfalls unten). Der letzte Wohnsitz der Familie vor Deportation war in Ostrava. Am 30. September 1942 wurden er, seine Mutter und seine Schwester mit Transport Bm von Ostrava aus in das Konzentrationslager Theresienstadt deportiert. Seine Transportnummer war 387 von 864. Am 22. Oktober 1942 wurden mit Transport Bx in das Vernichtungslager Treblinka deportiert. Seine Transportnummer war 573 von 2.033. Dort wurden Pavel Slatner, Berta und Edita Slatnerová vom NS-Regime ermordet. Sein Vater war bereits 1939 nach Nisko deportiert und dort ermordet worden. |
|              | HIER WOHNTE ZIKMUND SLATNER GEB. 1888 DEPORTIERT 1939 IN DAS LAGER NISKO AN DER SAN ?                                                 | Tyršova 1823/12         | Zikmund Slatner, auch Siegmund oder Zigo, wurde am 21. Januar 1888 in Kunčice geboren. Er war Trafikant und verheiratet mit Berta, geb. Löwyová. Das Paar hatte zumindest zwei Kindern, Edita (geb. 1922) und Pavel (geb. 1927). Am 17. Oktober 1939 wurde er mit dem ersten Deportationszug aus dem Protektorat Böhmen und Mähren nach Nisko deportiert. Dort wurde er vom NS-Regime ermordet. Seine Frau und seine Kinder wurden 1942 in Treblinka ermordet. |
|              | HIER WOHNTE BERTA SLATNEROVÁ GEB. LÖWYOVÁ GEB. 1894 DEPORTIERT 1942 NACH THERESIENSTADT ERMORDET 22.10.1942 IN TREBLINKA              | Tyršova 1823/12         | Berta Slatnerová geb. Löwyová wurde am 6. Juni 1894 geboren. Sie war verheiratet mit Zikmund Slatner. Das Paar hatte zumindest zwei Kindern, Edita (geb. 1922) und Pavel (geb. 1927). Der letzte Wohnsitz der Familie vor Deportation war in Ostrava. Ihr Ehemann wurde 1939 mit dem ersten Deportationszug aus dem Protektorat Böhmen und Mähren nach Nisko deportiert und in der Folge ermordet. Am 30. September 1942 wurden sie und ihre Kinder mit Transport Bm von Ostrava aus in das Konzentrationslager Theresienstadt deportiert. Ihre Transportnummer war 385 von 864. Am 22. Oktober 1942 wurde sie mit Transport Bx in das Vernichtungslager Treblinka deportiert. Ihre Transportnummer war 569 von 2.033. Dort wurden Berta Slatnerová, ihre Tochter und ihr Sohn vom NS-Regime ermordet. |
|              | HIER WOHNTE EDITA SLATNEROVÁ GEB. 1922 DEPORTIERT 1942 NACH THERESIENSTADT ERMORDET 22.10.1942 IN TREBLINKA                           | Tyršova 1823/12         | Edita Slatnerová wurde am 21. Dezember 1922 geboren. Ihre Eltern waren Zikmund Slatner und Berta geb. Löwyová (siehe oben). Sie hatte einen Bruder, Pavel (geboren 1927, siehe ebenfalls oben). Ihr letzter Wohnsitz vor Deportation war in Ostrava. Am 30. September 1942 wurden sie und ihre Familie mit Transport Bm von Ostrava aus in das Konzentrationslager Theresienstadt deportiert. Ihre Transportnummer war 386 von 864. Am 22. Oktober 1942 wurde sie mit Transport Bx in das Vernichtungslager Treblinka deportiert. Ihre Transportnummer war 577 von 2.033. Dort wurden sie, ihre Mutter und ihr Bruder vom NS-Regime ermordet. Ihr Vater war bereits 1939 nach Nisko deportiert und dort ermordet worden. |
|              | HIER WOHNTE EMILIE SLATNEROVÁ GEB. ALTMANNOVÁ GEB. 1865 DEPORTIERT 1942 NACH THERESIENSTADT ERMORDET 15.12.1943 IN AUSCHWITZ          | Nádražní třída 1266/26  | Emilie Slatnerová geb. Altmannová, auch Emilia, wurde am 5. Juli 1865 in Ostrava geboren. Ihre Eltern waren Sigmund oder Zigmund Altman (1835–1910) und Judith geb. Barber (1839–1918). Sie war mit Leopold Slatner (1850–1928) verheiratet. Das Paar hatte zumindest zwei Kinder, Etelka (geboren am 6. Dezember 1899) und Hugo. Sie war Hausfrau. Ihre letzte Adresse vor Deportation war in Prag XII, Ondříčkova 26, wo sie gemeinsam mit Sophia Slatnerová lebte. Am 20. Juli 1942 wurde sie mit Transport AAs von Prag in das Konzentrationslager Theresienstadt deportiert. Ihr Transportnummer war 265 von 1.000. Eineinhalb Jahre später, am 15. Dezember 1943, wurde sie mit Transport Dr in das Konzentrationslager Auschwitz deportiert. Ihr Transportnummer war 1886 von 2.519. Dort wurde sie unmittelbar nach ihrer Ankunft vom NS-Regime ermordet. Ihre Tochter Etelka und deren Mann Alfred Vogel konnten rechtzeitig nach England emigrieren. Die Paar hatte ein Kind. Beide starben in den 1980er Jahren in Weybridge in der Grafschaft Surrey. Ihr Sohn Hugo heiratete Edith, das Paar hatte zwei Kinder. Ihr weiteres Schicksal ist unbekannt. |
|              | HIER LEBTE ŽOFIE SLATNEROVÁ GEB. 1884 DEPORTIERT 1942 NACH THERESIENSTADT ERMORDET 15.12.1943 IN AUSCHWITZ                            | Nádražní třída 1266/26  | Žofie Slatnerová wurde am 9. Juni 1884 geboren. Ihre letzte Adresse vor der Deportation war in Prag XII, Ondříčkova 26, wo sie gemeinsam mit Emilie Slatnerová lebte. Am 8. September 1942 wurde sie mit Transport Bf von Prag in das Konzentrationslager Theresienstadt deportiert. Ihr Transportnummer war 574 von 1.005. Fünfzehn Monate später, am 15. Dezember 1943, wurde sie mit Transport Dr in das Konzentrationslager Auschwitz deportiert. Ihr Transportnummer war 2570. Dort wurde sie vom NS-Regime ermordet. |
|              | HIER WOHNTE RŮŽENA SOMMEROVÁ GEB. NEULÄNDEROVÁ GEB. 1895 DEPORTIERT 1942 NACH THERESIENSTADT ERMORDET 5.10.1942 IN TREBLINKA          | Antonína Macka 4        | Ruzena Sommerová geb. Neuländerová, auch Rosalie, wurde am 25. Juni 1895 geboren. Der Geburtsname ihrer Mutter war Singer. Sie heiratete Hynek Stiller. Das Paar hatte zumindest drei Kinder, die Töchter Ilse (geb. 1921) und Gertrude (geboren 1924) und Sohn Alfred. Sie war Kauffrau. Später heiratete sie erneut, ihr zweiter Ehemann war Artur Sommer. Am 30. September 1942 wurden sie und ihre Töchter mit Transport Bm von Ostrava in das Konzentrationslager Theresienstadt deportiert. Ihr Transportnummer war 201 von 864. Eine Woche später, am 5. Oktober 1942, wurden die drei Frauen mit Transport Bt in das Vernichtungslager Treblinka deportiert. Ihre Transportnummer war 662 von 1000. Růžena Sommerová und ihre beiden Töchter wurden dort in den Gaskammern ermordet. Der Bericht über ihren Tod und den einer ihrer Töchter wurde von ihrem Sohn Alfred im Juli 2005 an Yad Vashem übermittelt. Dieser lebte damals in England. |
|              | HIER WOHNTE GERTRUDA STILLEROVÁ GEB. 1924 DEPORTIERT 1942 NACH THERESIENSTADT ERMORDET 5.10.1942 IN TREBLINKA                         | Antonína Macka 4        | Gertruda Stillerová, auch Trude genannt, wurde am 3. Juni 1921 in Ostrava geboren. Ihre Eltern waren Hynek Stiller und Rosalie geb. Neuländerová. Sie hatte eine Schwester namens Ilse, geboren 1921, und einen Bruder, Alfred, der die Shoah überleben konnte. Sie war Studentin. Am 30. September 1942 wurden sie, ihre Mutter und ihre Schwester mit dem Transport Bm von Ostrava ins Konzentrationslager Theresienstadt deportiert. Ihre Transportnummern waren 10, 11 und 201 von 864. Am 5. Oktober 1942 wurden die drei Frauen mit dem Transport Bt in das Vernichtungslager Treblinka deportiert. Ihre Transportnummern waren 660, 661 und 662 von 1.000. Gertruda Stillerová wurde unmittelbar nach der Ankunft in einer Gaskammer ermordet. Auch ihre Mutter und ihre Schwester wurden ermordet. |
|              | HIER WOHNTE ILSE STILLEROVÁ GEB. 1921 DEPORTIERT 1942 NACH THERESIENSTADT ERMORDET 5.10.1942 IN TREBLINKA                             | Antonína Macka 4        | Ilse Stillerová wurde am 3. Juni 1921 in Ostrava geboren. Ihre Eltern waren Hynek Stiller und Rosalie née Neuländerová. Sie hatte eine Schwester namens Gertruda, geboren 1924, und einen Bruder, Alfred, der die Shoah überleben konnte. Sie war Studentin. An der Jüdischen Schule von Ostrava nahm sie an Theateraufführungen teil. Am 30. September 1942 wurden sie, ihre Mutter und ihre Schwester mit dem Transport Bm von Ostrava ins Konzentrationslager Theresienstadt deportiert. Ihre Transportnummern waren 10, 11 und 201 von 864. Am 5. Oktober 1942 wurden die drei Frauen mit dem Transport Bt in das Vernichtungslager Treblinka deportiert. Ihre Transportnummern waren 660, 661 und 662 von 1.000. Ilse Stillerová wurde am selben Tag vom NS-Regime in einer Gaskammer ermordet. Auch ihre Mutter und ihre Schwester wurden ermordet. |
|              | HIER WOHNTE IRENA WASSERBERGEROVÁ GEB. POLLAKOVÁ GEB. 1885 DEPORTIERT 1942 NACH THERESIENSTADT ERMORDET 22.10.1942 IN TREBLINKA       | Nádražní 308/3          | Irena Wasserbergerová geb. Pollaková wurde am 28. Juli 1885 in Hostovice geboren. Sie war mit Jindřich Wasserberger (1883–1929) verheiratet. Die Ehepaar hatte eine Tochter, Elisabeth, geboren am 19. Mai 1914 in Mariánska hora. Ab 1914 führte ihr Mann ein beliebtes Kaffeehaus, das Café Mercury in Ostrava. Nach seinem Tod übernahm die Witwe die Geschäftsführung und änderte den Namen in Café Concordia. Im Jahr 1932 verpachtete sie das Kaffeehaus an Ferdinand Tramerov. Im Jahr 1934 heiratete ihre Tochter Jiří Adler. Tochter und Schwiegersohn konnten rechtzeitig nach England emigrieren. Die letzte Adresse von Irena Wasserbergerová vor der Deportation war in Prag, Filipa de Monte 5. Am 3. August 1942 wurde sie mit Transport AAw von Prag in das Konzentrationslager Theresienstadt deportiert. Ihre Transportnummer war 371 von 1.001. Am 22. Oktober 1942 wurde sie mit Transport Bx in das Vernichtungslager Treblinka deportiert. Ihre Transportnummer war 1303 von 2.033. Sie wurde dort am selben Tag vom NS-Regime ermordet. |
|              | HIER WOHNTE IDA WECHSBERGOVÁ GEB. ROKOTNITZOVÁ GEB. 1894 DEPORTIERT 1941 NACH MINSK ERMORDET 16.11.1941                               | Na Hradbach 4           | Ida Wechsbergová geb. Rokotnitzová wurde am 8. April 1894 geboren. Ihr letzter Wohnsitz vor der Deportation war in Brünn. Am 26. November 1941 wurde sie mit dem Transport F Brünn nach Minsk deportiert. Ihre Transportnummer war 934 von 987. Sie wurde vom NS-Regime ermordet. |

### Příbor
| Stolperstein | Übersetzung                                                                                         | Verlegeort        | Name, Leben |
| ------------ | --------------------------------------------------------------------------------------------------- | ----------------- | --- |
|              | HIER WOHNTE METHODĚJ HANDSCHUH GEB. 1885 DEPORTIERT 1945 NACH THERESIENSTADT ERMORDET 1945 EBENDORT | Šmeralově Nr. 712 | Methoděj Handschuh, auch: Metoděj, wurde am 7. Januar 1885 in Příbor geboren. Seine Eltern waren Vilém Handschuh (1845–1929) und Marianne geb. Jeřábková (geb. 1851). Er hatte neun Geschwister. Er studierte am Lehrerinstitut in Příbor und schloss sein Studium 1905 ab. Er war von 1920 bis 1939 mit Ludmila geb. Krejčiříková verheiratet. Danach war er noch einmal verheiratet. Nach der Besetzung Mährens durch Nazi-Deutschland 1939 trat er in den tschechischen Widerstand ein und wurde Geheimdienstoffizier in seiner Heimatstadt. Er wurde am 13. April 1945 im Konzentrationslager Theresienstadt vom NS-Regime ermordet. |

## Verlegedaten
Die Verlegungen erfolgten in Ostrava am 10. Juni 2010 und am 5. August 2015, in Český Těšín am 30. Oktober 2012, in Příbor am 19. Juli 2013, sowie in Krnov am 19. Juli 2013 und am 16. September 2014.